# Zamek w Konarach
Zamek w Konarach – zamek, który był usytuowany na wzgórzu stanowiącym pozostałości dawnego grodziska, na północ od wsi Konary. Po dawnym zamku zachowały się tylko fragmenty fundamentów i część piwnic.

## Historia
Zamek został wybudowany w XIII wieku przez rycerza z Konar. O zamku po raz pierwszy wzmiankował Jan Długosz, informując, że w 1403 roku król Władysław II Jagiełło rozkazał zdobyć i zniszczyć zamek, w związku z tym, że jego właściciel Grot ze Słupczy zabił w 1396 roku kasztelana wiślickiego Jana Ossolińskiego, po czym zajmował się rozbójnictwem gnębiąc okolicznych mieszkańców.
Resztki zabudowań stały niewykorzystane przez stulecia. Ostatecznie zniszczono je podczas pierwszej wojny światowej w trakcie rozegranej tutaj bitwy polskich legionistów Pierwszej Brygady pod dowództwem Józefa Piłsudskiego z wojskami rosyjskimi.

## Architektura
Przypuszczalnie zamek został zbudowany w stylu gotyckim, na co wskazuje układ zachowanych piwnic. Budowla była niewielka, część mieszkalna zajmowała ok. 2,5 ara. Przed podjęciem prac zdjęto warstwę lessu i mury posadowiono na odsłoniętym piaskowcu, dzięki czemu budowla była stabilna. Do budowy używano miejscowego piaskowca, cegieł wypalanych z mad oraz w niewielkiej ilości ciosanego wapienia.
Zamek był podpiwniczony. Część piwnic zachowała się, w tym dwie komory przedzielone filarem, ze sklepieniem z piaskowca.